# Szerhij Mikolajovics Ratusnyak
Szerhij Mikolajovics Ratusnyak (ukránul: Сергій Миколайович Ратушняк; Ungvár, 1961. február 17.) ukrán üzletember és politikus. 1994-től 1998-ig Ungvár polgármestere, 2002–2005 között parlamenti képviselő volt. 2006-ban ismét Ungvár polgármesterévé választották. Független jelöltként indult a 2010-es ukrajnai elnökválasztáson, melyen mindössze 0,12%-os eredményt ért el.
A Kijevi Műszaki Főiskolán végzett gépészmérnökként. Ezt követően az ungvári bútorgyárban kezdett el dolgozni, majd 1986–1987-ben a Zaparpatprilad műszergyárban volt tervezőmérnök. 1987-től 1988-ig az Ungvári Állami Egyetem félvezetőkkel foglalkozó kísérleti laboratóriumának munkatársa volt. 1988-tól a magánszférában tevékenykedett vállalkozóként, alapvetően kereskedelemmel foglalkozott. Kezdetben a RIO, majd 1989–1991 között a Szpojler, 1991-től 1994-ig a RIO Ltd. cégek igazgatója volt.

## Külső hivatkozások
- Életrajza a Zakarpattya Online oldalán (ukránul)